# Testa di rapa
Testa di rapa è un film del 1966, diretto da Giancarlo Zagni.

## Trama
1870. Una maestrina piemontese riceve il suo primo incarico in un paesino della Toscana. La sua attività però è continuamente ostacolata dai contadini locali, alcuni dei quali sono sfavorevoli alla legge sull'istruzione obbligatoria e non intendono mandare a scuola i propri figli. Tra questi, uno dei più determinati si dimostra Testadirapa, il papà del piccolo Gosto, che non è assolutamente disposto a rinunciare all'aiuto del figlio nei campi per mandarlo a scuola. Ai suoi occhi lo studio è un'inutile perdita di tempo. Gosto però è affascinato dalla nuova esperienza ed un giorno si reca a scuola senza chiedere al padre l'autorizzazione. Furente Testadirapa fa irruzione nella classe della maestrina e si riprende il figliolo. Il suo comportamento incivile e violento gli procura però una condanna a sei mesi di carcere. La maestrina, commossa dalla condizione del ragazzo, non solo si prende cura di lui, ma, insieme ad un vecchio amico di Testadirapa, aiuta il ragazzo ad arare il suo campo. 
Tornato a casa dopo aver scontato la pena, Testadirapa rimane allibito davanti alla visione del suo terreno perfettamente lavorato. Ma le sorprese non sono finite qui: Gosto ha imparato a leggere, scrivere e far di conto. Testadirapa abbandona il suo ottuso atteggiamento di chiusura e si riconcilia col figlio e con la maestrina.